# 111 West 57th Street
111 West 57th Street, también conocido como Steinway Tower, es un rascacielos residencial ubicado en Midtown Manhattan en Nueva York, Estados Unidos. Es una combinación del edificio histórico original Steinway de 1925 de los arquitectos Warren & Wetmore y una nueva torre parcialmente superpuesta en un solar adyacente. Tiene una altura de 435 metros  y es el edificio más delgado del mundo en cuanto a ratio base altura de aproximadamente 1:23. Fue inaugurado en 2021.

## Construcción e historia
111 West 57th Street fue conocido originalmente como 107 West 57th Street. El edificio recibió la aprobación municipal en enero de 2015. Las obras para adecuar los terrenos para la cimentación comenzaron en 2014, así como las obras de demolición de la parte interior del Steinway Hall. Para la construcción del edificio se empleó la grúa más alta —de 67 metros— de la historia de la ciudad de Nueva York. El edificio incluye un amortiguador de masa de 800 toneladas para proporcionar una mayor estabilidad en caso de vientos fuertes o terremotos.
El Building and Construction Trades Council of Greater New York criticó al promotor del edificio, JDS, por no proporcionar a sus empleados formación en prevención de riesgos laborales y por no contar con dicho sindicato.

## Diseño
El rascacielos fue diseñado por el estudio SHoP Architects y fue promovido por JDS Development Group de Michael Stern y el Property Markets Group de Kevin P. Maloney. La cara norte del edificio se alza hasta alcanzar el pináculo del edificio. En el lado sur, van apareciendo una serie de retranqueos a medida que el edificio va ascendiendo en altura, haciéndolo cada vez más fino, hasta que «desaparece en el cielo». El diseño del interior estuvo a cargo de Studio Sofield.

### Instalaciones
Entre sus instalaciones, el edificio cuenta con una puerta para automóviles (porche porticado por el que puede pasar un vehículo a motor y bajarse sus ocupantes sin sufrir las inclemencias del tiempo), una sala de conciertos (a modo de homenaje al hecho de que el edificio se construyó sobre el Steinway Hall), varios ascensores, una piscina de dos carriles de 25 metros de longitud, salas de tratamiento y sauna, un gimnasio con terraza, una impresionante pista de pádel y un simulador de golf.